# Szepligetella helleri
Szepligetella helleri är en stekelart som först beskrevs av August Schletterer 1886.  Szepligetella helleri ingår i släktet Szepligetella och familjen hungersteklar. Inga underarter finns listade i Catalogue of Life.